# Gobernador del Mandato del Pacífico Sur
El Gobernador del Mandato del Pacífico Sur (oficialmente conocido como Director de la Agencia del Pacífico Sur) era un funcionario que administraba el Mandato del Pacífico Sur, un mandato de Clase C de la Sociedad de las Naciones en el Océano Pacífico bajo la administración del Imperio del Japón, como parte del imperio colonial japonés, entre 1922 y 1944. El territorio constaba de islas otorgadas a Japón por la Sociedad de las Naciones después de la Primera Guerra Mundial, antes de lo cual habían sido parte del imperio colonial alemán. Durante la Segunda Guerra Mundial, Estados Unidos capturó las islas de Japón. Después de la Segunda Guerra Mundial, las Naciones Unidas colocaron el territorio bajo la tutela de los Estados Unidos como Territorio en Fideicomiso de las Islas del Pacífico. Las islas ahora son parte de Palaos, las Islas Marianas del Norte, los Estados Federados de Micronesia y las Islas Marshall.

## Lista
La siguiente es una lista de los gobernadores del Mandato del Pacífico Sur, así como de sus predecesores durante la ocupación japonesa del territorio entre 1914 y 1922.
(Las fechas en cursiva indican la continuación de facto del cargo)
| N.º | Fotografía | Nombre (nacimiento-muerte)         | Mandato                  | Mandato                  | Mandato           |
| N.º | Fotografía | Nombre (nacimiento-muerte)         | Toma de posesión         | Abandono                 | Tiempo            |
| --- | ---------- | ---------------------------------- | ------------------------ | ------------------------ | ----------------- |
| 暫定南方諸島防衛ユニットの司令官 (Zantei nanpō shotō bōei yunitto no shirei-kan?) (Comandante de la Unidad de Defensa Provisional del Pacífico Sur) |            |                                    |                          |                          |                   |
| 1 |            | Matsumura Tatsuo (1868–1932)       | 28 de diciembre de 1914  | 6 de agosto de 1915      | 221 días          |
| 2 |            | Tōgō Kichitarō (1867–1942)         | 6 de agosto de 1915      | 1 de diciembre de 1916   | 1 año y 117 días  |
| 3 |            | Yoshida Masujirō (1867–1942)       | 1 de diciembre de 1916   | 1 de diciembre de 1917   | 1 año             |
| 4 |            | Nagata Yasujirō (1867–1923)        | 1 de diciembre de 1917   | 1 de diciembre de 1919   | 2 años            |
| 5 |            | Kojūrō Nozaki (1872–1946)          | 1 de diciembre de 1919   | 1 de abril de 1922       | 2 años y 121 días |
| 南洋庁民事局長 (Nan'yō-chō minji kyokuchō?) (Director del Departamento de Asuntos Civiles de la Agencia del Pacífico Sur)                           |            |                                    |                          |                          |                   |
| 6 |            | Toshiro Tezuka (1873–1933)         | 1 de julio de 1918       | 1 de abril de 1922       | 3 años y 274 días |
| 南洋庁長官 (Nan'yō chōchōkan?) (Director de la Agencia del Pacífico Sur)                                                                            |            |                                    |                          |                          |                   |
| (6) |            | Toshiro Tezuka (1873–1933)         | 1 de abril de 1922       | 4 de abril de 1923       | 1 año y 3 días    |
| 7 |            | Gosuke Yokota (1880–1931)          | 4 de abril de 1923       | 11 de octubre de 1931 †  | 8 años y 190 días |
| – |            | Mitsusada Horiguchi (1880–?)       | 12 de octubre de 1931    | 21 de noviembre de 1931  | 40 días           |
| 8 |            | Kazuo Tawara (1887–1955)           | 21 de noviembre de 1931  | 5 de febrero de 1932     | 76 días           |
| 9 |            | Baron Masayuki Matsuda (1892–1976) | 5 de febrero de 1932     | 4 de agosto de 1933      | 1 año y 180 días  |
| 10 |            | Hisao Hayashi (1881–1963)          | 4 de agosto de 1933      | 19 de septiembre de 1936 | 3 años y 140 días |
| 11 |            | Kenjiro Kitajima (1893–1957)       | 19 de septiembre de 1936 | 9 de abril de 1940       | 3 años y 240 días |
| 12 |            | Shunsuke Kondo (1890–1966)         | 9 de abril de 1940       | 5 de noviembre de 1943   | 3 años y 210 días |
| 13 |            | Boshirō Hosogaya (1888–1964)       | 5 de noviembre de 1943   | 2 de septiembre de 1945  | 1 año y 301 días  |